# Холланд, Дейв (барабанщик)
Дэйв Холланд (англ. Dave Holland, имя при рождении Дэвид Холланд (англ. David Holland); 5 апреля 1948, Нортгемптон — 16 января 2018, Луго, Галисия) — британский рок-барабанщик, наиболее известный своим участием в группах Trapeze с 1969 по 1979 и Judas Priest c 1979 по 1989 годы. Он также отбывал срок в тюрьме за попытку изнасилования 17-летнего подростка. Присяжные признали Холланда виновным в попытке изнасилования и по пяти пунктам за развратные действия по отношению к подростку, который брал уроки игры на ударных в доме Холланда. Однако Холланд утверждал, что он был невиновен и что его отношения со своим учеником не имели сексуального характера.

## Ранние годы
В возрасте шести лет Холланд начал брать уроки игры на фортепиано, но вскоре его заинтересовал «набор ударных» и, по его собственным словам, он умолял своих родителей купить ему этот набор. После своего первого появления на сцене в качестве аккомпанирующего музыканта местной группы, Холланд окончательно понял, что хочет быть музыкантом. Когда ему исполнилось 14 лет, он пополнил свои карманные деньги, играя с другой местной группой под названием The Drumbeats, и одновременно торгуя мебелью и коврами.
В детстве Холланд много слушал традиционный джаз. Первое влияние на него как на музыканта оказало творчество группы Johnny Kidd & The Pirates. Позже он заинтересовался фанк-музыкой в духе Booker T. & the M.G.’s, блюз-роковым направлением Free и прогрессив-психоделической музыкой группы Traffic.

## Карьера

### Ранние группы
Около 1966 года Холланд присоединился к группе The Liberators (не путать с названием первой группы будущего лидера L.A. Guns Фила Льюиса) и какое-то время с ними играл. Вскоре The Liberations сменила направление в сторону фолк-попа, взяла себе название Pinkerton’s Assorted Colours и стала второй группой после The Lovin' Spoonful которая стала в своей музыке успешно использовать автохарп. В 1966 году сингл «Mirror Mirror» (выпущен 15 января 1966 на лейбле Decca и спродюсирован будущим продюсером Moody Blues Тони Кларком) достиг восьмого места в британских хит-парадах.

### Finders Keepers
Холланд оставался с группой вплоть до 1968 года, когда присоединился к коллективу Finders Keepers, и в то же время он делал карьеру в качестве сессионного музыканта. В 1969 году он участвовал в записи сингла группы The Flying Machine «Smile a Little Smile for Me».
Finders Keepers, которая также состояла из Мела Гэлли (гитара) и Гленна Хьюза (бас-гитара) записала несколько синглов, которые теперь доступны в различных сборниках. Вскоре троица объединила свои усилия с вокалистом/духовиком Джоном Джонсом и мультиинструменталистом из группы The Montanas Терри Роули, сформировав квинтет, который взял себе название Trapeze (идея названия группы принадлежит Терри Роули).

### Trapeze
Дебют Trapeze состоялся в британском телешоу Colour Me Pop и вскоре к музыкантам стали поступать многочисленные предложения контрактов на запись от различных музыкальных лейблов, одним из которых была студия звукозаписи Apple, принадлежавшая The Beatles. Однако музыканты подписали контракт с недавно открывшимся лейблом Threshold Records, который принадлежал музыкантам группы The Moody Blues. Trapeze выступали на разогреве у The Moodies и у других известных коллективов. На Threshold Records музыканты записали три альбома; дебютный альбом в виде квинтета, а последующие два в формате пауэр-трио.
В то время популярность Trapeze набирала обороты, особенно в южной части Соединённых Штатов, но успех группы сошёл на нет, когда Гленн Хьюз принял решение покинуть коллектив, чтобы присоединится к Deep Purple, которые на тот момент записывали альбом Burn.
Гэлли и Холланд взяли нового басиста и второго гитариста. Они также гастролировали вместе с Джоном Лоджем, Джастином Хейвордом и с группой The Blue Jays.
В 1978 году Trapeze записали свой последний студийный альбом Hold On.
Годом ранее Холланд и Гэлли участвовали в записи дебютного сольного альбома Гленна Хьюза, Play Me Out, содержавшего уникальное сочетание психоделии, джаза и фанка. На этом альбоме Холланд помогал перкуссионисту Марку Носифу.
В 1979 и 1980 годах, Холланд записал барабанные партии для двух сольных альбомов Джастина Хейворда — Songwriter и Night Flight.

### Judas Priest
Весной 1979 года Холланд покинул Trapeze и присоединился к Judas Priest. Он играл на барабанах во многих альбомах Judas Priest, которые получили статус платиновых, таких как British Steel, Screaming for Vengeance, Defenders of the Faith, и Turbo. Однако на обложке альбома Ram It Down было указано, что в записи Холланд использовал драм-машину.
В 1980-е Холланд также сотрудничал с гитаристом Робином Джорджем как концертный музыкант его сольной группы Dangerous Music.
В 1989 году личные проблемы (проблемы со здоровьем и семейные обстоятельства) и музыкальные разногласия вынудили Холланда покинуть Judas Priest. Он был заменён барабанщиком оригинального состава группы The Scream, Скоттом Трэвисом, который также ранее играл в группе Racer X.

### Последующие годы
На протяжении 1990-х гг., Холланд участвовал в кратковременном реюнионе Trapeze и появлялся в качестве гостя на концертах различных групп, в числе которых были The Screaming Jets, к которым он присоединился во время их европейского тура. В то же время Холланд начал давать частные уроки игры на ударных, а также занялся продюсированием молодых групп, одной из которых было шведское «подростковое фанк-трио» Shutlanger Sam, и которых Холланд лично представил на концерте своего бывшего коллеги по Trapeze Гленна Хьюза в Ванерсборге в 1996 году, а также играл в различных записях своих бывших коллег. В 1996 году он участвовал в сессиях, в которых участвовали Тони Айомми из Black Sabbath, Гленн Хьюз и клавишник Дон Эйри. В 1998 году сотрудничал с бывшим вокалистом Judas Priest Элом Аткинсом и записал вместе с ним песни, которые входили в ранний репертуар Priest. Также на обложке альбома Victim of Changes было уточнено, что в 1971 году, когда Аткинс был лидером Judas Priest, Холланд играл в Trapeze.

## Тюремное заключение
В 2004 году Холланд был признан виновным в покушении на изнасилование и в совершении сексуального насилия по отношению к 17-летнему душевнобольному подростку, которому он давал уроки игры на ударных. Во время уголовного процесса в интервью Холланд признался в том, что является бисексуалом. Музыканта приговорили к восьми годам лишения свободы. В связи с этим гитарист Black Sabbath Тони Айомми решил переписать барабанные партии Холланда на The 1996 DEP Sessions, поскольку не хотел обозначения в титрах альбома сексуального преступника. Запись планировалась к выходу в июне 2012 года.
В конце 2006 года упорно отстаивавший свою невиновность Холланд заявил, что находится в процессе написания своей автобиографии. В интервью, сделанном в тюрьме, биографу Judas Priest Нейлу Дэниелсу он заявил: «Я был осуждён за преступление, которого я не совершал, и, как многие другие в ситуации, подобной той, в которой я нахожусь, за преступление, которое даже не существовало…».

## Смерть
18 января 2018 года менеджер Trapeze подтвердил смерть Холланда.
22 января испанская газета El Progreso сообщила о том, что Дейв Холланд скончался 6 дней назад в испанском городе Луго, где проживал на момент смерти. Причина смерти не названа, но сообщается, что тело уже кремировано.

## Дискография

### С The Liberators
- Один сингл. Выпущен в 1965

### С Finders Keepers
- «Sadie, The Cleaning Lady» (сингл)

### С Trapeze
- Trapeze (1970)
- Medusa (1970)
- You Are the Music...We're Just the Band (1972)
- The Final Swing (1974)
- Hot Wire (1974)
- Live At The Boat Club (1975)
- Trapeze (1976)
- Hold On a.k.a. Running (1978/1979)
- Welcome to the Real World (1993)
- High Flyers: The Best of Trapeze (1996)
- Way Back to the Bone (1998)
- On the Highwire (2003)

### С Гленном Хьюзом
- Play Me Out (1977)

### С Джастином Хейвордом
- Songwriter (1977)
- Night Flight (1980)

### С Judas Priest
- British Steel (1980)
- Point of Entry (1981)
- Screaming for Vengeance (1982)
- Defenders of the Faith (1984)
- Turbo (1986)
- Priest...Live! (1987)
- Ram It Down (1988)
- Metal Works ’73-’93 (1993)
- The Best of Judas Priest: Living After Midnight (1996)
- Metalogy (2004)
- The Essential Judas Priest (2006)